# 阿部定高
阿部 定高（あべ さだたか）は、武蔵岩槻藩の第3代藩主。阿部家宗家3代。

## 来歴
寛永12年（1635年）、第2代藩主・阿部重次の長男として生まれる。慶安4年（1651年）に父・重次が江戸幕府第3代将軍・徳川家光に殉じたため、家督を継いで第3代藩主となる。このとき、弟の三浦（阿部）正春に新田1万6000石（大多喜新田藩）、従兄で大多喜藩主（当時岩槻藩の支藩に近かった）の阿部正令（正能）に6000石を分与したため、岩槻藩の所領は9万3000石となった。11月17日に日光山御造営奉行に任じられ、12月29日に従五位下・備中守に叙位・任官される。
慶安5年（1652年）7月24日に正令が新田6000石を定高に返還したため、岩槻藩は再び9万9000石となる。明暦3年（1657年）の明暦の大火で焼失した江戸城二の丸の普請奉行も務めた。
万治2年（1659年）1月23日に死去。享年25。このとき、家臣の小倉政光が殉死している。
定高には次男の作十郎（正邦）がいたが、前年に生まれたばかりだったため、家督は弟の正春が継ぐこととなった。